# غاريث روبرتس
غاريث روبرتس (بالإنجليزية: Gareth Roberts)‏ (و. 1940 – 2007 م) هو فيزيائي من المملكة المتحدة . وكان عضواً في الجمعية الملكية .
توفي عن عمر يناهز 67 عاماً.

## مهنة الصناعة
قد تولى منصبين كبيرين في مجال الصناعة، الأول في الولايات المتحدة, حيث كان أكبر باحث مع شركة زيروكس, ولاحقاً بدور مدير الأبحاث العلمية والباحثون لشركة ثورن إي أم أي.
تولى لاحقاً منصب رئيس مجلس التشخيص السرطان و متخصص في علم الأمراض.

## التعليم
تعلم في جامعة بانغور

## مناصب وهيئات
أدار جامعة شفيلد.

## جوائز
حصل على جوائز منها:
- جائزة هوولوك [الإنجليزية]‏ (1986)
- زمالة الجمعية الملكية.